# Sun Ship
| Recensione                          | Giudizio |
| ----------------------------------- | -------- |
| AllMusic                            | [ 1 ]    |
| The Penguin Guide to Jazz           | [ 2 ]    |
| The Rolling Stone Jazz Record Guide | [ 3 ]    |

Sun Ship è un album discografico del musicista jazz John Coltrane, registrato il 26 agosto 1965, ma pubblicato postumo dalla Impulse! Records nel 1971.

## Descrizione
Sun Ship fu uno dei pochi album incisi dal quartetto di John Coltrane senza la presenza in sala d'incisione dell'ingegnere del suono Rudy Van Gelder. Inoltre fu anche uno degli ultimi album (insieme a First Meditations (for quartet), registrato una settimana dopo) che John Coltrane incise insieme ai membri del suo quartetto classico prima di iniziare a sperimentare nuove sonorità con l'ausilio di una band allargata a più elementi. Il tenor-sassofonista Pharoah Sanders iniziò a suonare stabilmente nel gruppo nel settembre 1965, e sia McCoy Tyner che Elvin Jones lasciarono la band nel gennaio 1966 interrompendo un sodalizio durato anni.

## Tracce
1. Sun Ship – 6:12
2. Dearly Beloved – 6:27
3. Amen – 8:16
4. Attaining – 11:26
5. Ascent – 10:10

## Formazione
- John Coltrane – sassofono tenore, sassofono soprano
- McCoy Tyner – pianoforte
- Jimmy Garrison – contrabbasso
- Elvin Jones – batteria